# Kerimasit
Das Mineral Kerimasit, vor 2010 auch Kimzeyit, Kimzeyit-Fe oder Ferri-Kimzeyit, ist ein seltenes Inselsilikat aus der Obergruppe der Granate mit der Endgliedzusammensetzung Ca3Zr2Fe3+2SiO12. Es kristallisiert im kubischen Kristallsystem mit der Struktur von Granat. Die dunkelbraunen Kristalle sind selten größer als 0,1 mm und zeigen Deltoidikositetraederflächen.
Außer in seiner Typlokalität, den Karbonatiten vom Vulkan Kerimasi im Distrikt Ngorongoro, Region Arusha von Tansania, wurde Kerimasit bislang (Stand 2017) nur an sieben weiteren Fundorten beschrieben. Bei vielen der vor 2010 als Kimzeyit beschriebenen Granate handelt es sich ebenfalls um Kerimasit, darunter Vorkommen in Karbonatiten, basischen bis ultrabasischen Magmatiten sowie Skarnen.

## Etymologie und Geschichte
Zirkoniumreiche Granate sind seit den 1960er Jahren weltweit, wenn auch nur an wenigen Fundorten unter dem Namen Kimzeyit beschrieben worden. Die meisten dieser Kimzeyite enthielten mehr Eisen als Aluminium doch das Fe3+-Endglied Kerimasit wurde erst im Jahre 2010 von Zaitsev und Mitarbeitern als neues Mineral beschrieben und von der International Mineralogical Association (IMA) anerkannt. Benannt wurde es nach dem Fundort, dem Vulkan Kerimasi im Distrikt Ngorongoro, Region Arusha in Tansania.
Im Zuge systematischer Untersuchungen des Mischungsverhaltens von Granaten der Schorlomitgruppe wurde Kerimasit 1967 durch Ito und Frondel sowie 1993 durch Yamakawa und seine Mitarbeiter synthetisiert.
Aktuelle Arbeiten untersuchen Kerimasit, Elbrusit und andere Hafnium- und Zirkonium-haltige Granate in Hinblick auf ihre Tauglichkeit zur Endlagerung hochradioaktiver Abfälle aus Kernkraftwerken.

## Klassifikation
Die aktuelle Klassifikation der IMA zählt den Kerimasit zur Granat-Obergruppe, wo er zusammen mit Hutcheonit, Irinarassit, Kimzeyit, Schorlomit und Toturit die Schorlomit-Gruppe mit 10 positiven Ladungen auf der tetraedrisch koordinierten Gitterposition bildet.
Da der Kerimasit erst 2009 als eigenständiges Mineral anerkannt wurde, ist er in der weder in der von der IMA ebenfalls zuletzt 2009 aktualisierten 9. Auflage der Mineralsystematik nach Strunz noch in der vorwiegend im englischen Sprachraum gebräuchlichen Systematik der Minerale nach Dana verzeichnet.
In der zuletzt 2018 überarbeiteten Lapis-Systematik nach Stefan Weiß, die formal auf der alten Systematik von Karl Hugo Strunz in der 8. Auflage basiert, erhielt das Mineral die System- und Mineralnummer VIII/A.08-185. Dies entspricht der Klasse der „Silikate“ und dort der Abteilung „Inselsilikate mit [SiO4]-Gruppen“, wo Kerimasit zusammen mit Almandin, Andradit, Calderit, Eltyubyuit, Eringait, Goldmanit, Grossular, Henritermierit, Holtstamit, Hutcheonit, Irinarassit, Jeffbenit, Katoit, Kimzeyit, Knorringit, Majorit, Menzerit-(Y), Momoiit, Morimotoit, Pyrop, Schorlomit, Spessartin, Toturit, Uwarowit und Wadalit die „Granatgruppe“ mit der Systemnummer VIII/A.08 bildet.
Die von der Mineraldatenbank „Mindat.org“ weitergeführte Strunz-Klassifikation ordnet den Kerimasit wie die Lapis-Systematik in die Abteilung der „Inselsilikate (Nesosilikate)“. Diese ist weiter unterteilt nach der möglichen Anwesenheit zusätzlicher Anionen und der Koordination der beteiligten Kationen. Kerimasit ist hier entsprechend seiner Zusammensetzung in der Unterabteilung „Inselsilikate ohne zusätzliche Anionen; Kationen in oktaedrischer [6]er- und gewöhnlich größerer Koordination“ (englisch Nesosilicates without additional anions; cations in [6] and/or greater coordination) zu finden, wo er zusammen mit Almandin, Andradit, Calderit, Goldmanit, Grossular, Henritermierit, Holtstamit, Kimzeyit, Knorringit, Majorit, Morimotoit, Pyrop, Schorlomit, Spessartin, Uwarowit und Almandin, Andradit, Blythit (H), Calderit, Goldmanit, Grossular, Henritermierit, Hibschit (Rn), Holtstamit, Hydroandradit (N), Katoit, Kimzeyit, Knorringit, Majorit, Momoiit (IMA 2009-026), Morimotoit, Pyrop, Schorlomit, Skiagit (H), Spessartin, Uwarowit, Wadalit eine unbenannte Gruppe mit der Systemnummer 9.AD.25 bildet (vergleiche dazu auch gleichnamige Unterabteilung in der Klassifikation nach Strunz (9. Auflage), Granatgruppe).
Wadalit erwies sich allerdings als strukturell unterschiedlich und wird nach Grew et al. seit 2013 mit Chlormayenit und Fluormayenit einer eigenen Gruppe zugeordnet.

## Chemismus
Kerimasit ist das Zr-Analog von Schorlomit und bildet komplexe Mischkristalle vor allem mit Kimzeyit, Schorlomit und Andradit. Die empirische Zusammensetzung aus der Typlokalität ist
[X](Ca3,00Mn0,01Ce0,01Nd0,01)[Y](Zr4+1,72Nb5+0,14Ti4+0,08Mg2+0,02)[Z](Fe3+1,23Si0,86Al0,82).
Die Al-Gehalte auf der Z-Position gehen auf die Mischkristallbildung mit Kimzeyit ([X]Ca3[Y]Zr4+2[Z](Al3+2Si)O12) zurück, entsprechend der Austauschreaktion
- [Z]Al3+ = [Z]Fe3+

Bei Temperaturen oberhalb von 700 °C besteht eine lückenlose Mischbarbeit von synthetischen Kimzeyit und Kerimasit. Bei tieferen Temperaturen ist die Mischbarkeit dieser Komponenten begrenzt und es bilden sich zwei koexistierende Granate, ein Kimzeyitreicher und ein Kerimasitreicher. Diese Entmischung wurde auch bei natürlichen Kerimasiten aus der Typlokalität beobachtet.
Die Ti-Gehalte auf der Y-Position können als Beimischung von Schorlomit [X]Ca3[Y]Ti4+2[Z](Fe3+2Si)O12 entsprechend der Austauschreaktion
- [Y]Zr4+ + [Z]Al3+ = [Y]Ti4+ + [Z]Fe3+

beschrieben werden. Weiterhin bildet Kerimasit Mischkristalle mit Andradit [X]Ca3[Y]Fe3+2[Z]Si3O12 entsprechend der Austauschreaktion
- [Y]Zr4+ + [Z]Al3+ = [Y]Fe3+ + [Z]Si4+

und mit einem hypothetischen Nb5+-Analog von Usturit [X]Ca3[Y](Nb5+Zr4+)[Z]Fe3+3O12 entsprechend der Austauschreaktion
- [Y]Zr4+ + [Z]Si4+ = [Y]Nb5+ + [Z]Fe3+[4]

Kerimasit kann bis zu 24 Gew-% UO3 enthalten. Die Zusammensetzungen natürlicher Uranhaltiger Kermesite folgen einem linearen Trend, der einer Mischkristallbildung von Kerimasit mit einem U5+-Analog von Usturit ([X]Ca3[Y](U5+Zr4+)[Z]Fe3+3O12) entspricht. Für die bislang untersuchten natürlichen Granate wird jedoch angenommen, dass Uran als U6+ eingebaut wird über die Kombination von zwei Austauschreaktionen:
Einbau einer U6+-Fe2+-Yafsoanit-Komponente entsprechend 
- [Y]Zr4+ + 2[Z]Fe3+ = [Y]U6+ + 2[Z]Fe2+

und Mischkristallbildung mit Elbrusit ([X]Ca3[Y](U6+0,5R4+1,5)[Z]Fe3+3O12) entsprechend
- 0,5[Y]Zr4+ + [Z]Si4+ = 0,5[Y]U6+ + [Z]Fe3+

Untersuchungen an synthetischen Uranhaltigen Granaten ergaben, dass der Uraneinbau in Kermesit bis zur Zusammensetzung von Elbrusit als U6+ erfolgt. Bei Urangehalten über 0,5 apfu wird Uran als U5+-Analog von Usturit eingebaut entsprechend der Austauschreaktion
- [Y]Zr4+ + [Z]Si4+ = [Y]U5+ + [Z]Fe3+

## Kristallstruktur
Kerimasit kristallisiert mit kubischer Symmetrie in der Raumgruppe Ia3d (Raumgruppen-Nr. 230) mit 8 Formeleinheiten pro Elementarzelle. Das synthetische Endglied hat dem Gitterparameter a = 12,598 Å, der natürliche Mischkristall aus der Typlokalität a = 12,549 Å.
Die Struktur ist die von Granat. Calcium (Ca2+) besetzt die dodekaedrisch von 8 Sauerstoffionen umgebenen X-Positionen, Zirkonium (Zr4+) die oktaedrisch von 6 Sauerstoffionen umgebene Y-Position und die tetraedrisch von 4 Sauerstoffionen umgebenen Z-Position ist mit Eisen (Fe3+) und Silicium (Si4+) besetzt.

## Bildung und Fundorte
Kerimasit bildet sich bei niedrigem Druck und hohen Temperaturen vorwiegend in ultrabasischen Magmatiten und Karbonatiten. Auch in kontaktmetamorphen Skarnen wurden Kerimasitreiche Granate gefunden.

### Karbonatite
Die Typlokalität von Kerimasit ist ein Karbonatit vom Vulkan Kerimasi im Distrikt Ngorongoro, Region Arusha von Tansania. Begleitminerale sind Calcit Apatit, Magnesioferrit und Baddeleyit.
Im Polino-Karbonatit nahe Terni in Umbrien, Italien tritt Kerimasit, damals noch als Kimzeyit bezeichnet, in Form 10–25 µm großer, rundlicher Kriställchen in feinkörnigen Calcit zusammen mit Phlogopit, Perowskit, Monticellit und Fe-Ti-Oxiden auf.

### Basische Magmatite
Die carbonatreichen Bereiche der Lamprophyre der Marathon Dikes bei McKellar Harbour, Ontario, Kanada führen Kerimasitreiche Melanite zusammen mit Olivin, Phlogopit, Andradit, Calcit, Perowskit, Apatit und Spinell, die damals noch als Kimzeyit bezeichnet wurden. Bis auf wenige Ausnahmen liegen die publizierten Analysen im Zusammensetzungsbereich von Kerimasit.

### Skarne
Im Ca-Mg-Skarn am Kontakt eines Granodiorites mit triassischen Dolomiten in den Schemnitzer Bergen, Slowakei tritt Kerimasit zusammen mit Andradit, Monticellit, Clintonit, Magnetit, Perowskit und Brucit.

### Sonstige
In einem Auswürfling aus einem pyroklastischen Strom nahe Anguillara Sabazia am Braccianosee nördlich von Rom in Latium, Mittelitalien tritt Kerimasit, damals noch als Kimzeyit bezeichnet, zusammen mit Gehlenit, Hercynit und Pyrit auf.